# Parque nacional Narachanski
El Parque nacional Narachanski (en bielorruso: Нацыянальны парк «Нарачанскі»)  también escrito como Parque nacional Narochansky es un espacio protegido a nivel nacional en el país europeo de Bielorrusia que recibe su denominación por el nombre del Lago Narach. Fue creado el 28 de julio de 1999, y cubre un área de más de 87.000 hectáreas con especies de mamíferos que se reproducen en el parque incluyendo ciervos, perros mapache, tejón europeo, garduñas , y nutrias. También hay especies de peces como el besugo común, y el carpín.